# Watukumpul (Parakan)
Watukumpul is een bestuurslaag in het regentschap Temanggung van de provincie Midden-Java, Indonesië. Watukumpul telt 2290 inwoners (volkstelling 2010).